# جيم أرد
جيم أرد (بالإنجليزية: Jim Ard)‏ مواليد 19 سبتمبر 1948 في سياتل، هو لاعب كرة سلة أمريكي سابق. بدأ مسيرته الاحترافية في سنة 1970. تم اختياره من قبل فريق سياتل سوبرسونيكس خلال الدرافت. يبلغ طوله 6 قدم 8 بوصة (2.0 م). اعتزل اللعب في 1978. فاز بلقب دوري إن بي إيه.

## المسيرة الاحترافية
لعب مع بروكلين نتس من سنة 1970 إلى 1973، ثم لعب مع بوسطن سيلتكس من سنة 1974 إلى 1978، ثم لعب مع شيكاغو بولز في موسم 1977–1978.

## روابط خارجية
- جيم أرد على موقع إن بي أي (الإنجليزية)
- جيم أرد على موقع سبورتس رفرنس (الإنجليزية)
- جيم أرد على موقع كلية كرة السلة في سبورتس رفرنس.كوم (الإنجليزية)
- جيم أرد على موقع ريلجم (الإنجليزية)
- جيم أرد على موقع بروبوليرز (الإنجليزية)